# ضیا الدین فرسیو
ضیاالدین فرسیو سپهبد نیروی زمینی شاهنشاهی ایران و رئیس دادرسی ارتش بود که در ۱۹ فروردین ۱۳۵۰ توسط سازمان چریک‌های فدایی خلق ایران ترور شد.

## زندگی نامه
ضیا الدین فرسیو در سال ۱۲۹۸ متولد شد و در سال ۱۳۱۹ وارد دانشکده افسری شد و پس پایان دوره های نظامی از دانشگاه تهران مدرک حقوق خود را دریافت کرد و در ادامه دوره های نظامی و قضایی خود را در ایالات متحده آمریکا گذراند و در سال ۱۳۴۷ به درجه سرلشکری ارتقا و به معاونت دادستانی ارتش منصوب گردید و در سال ۱۳۴۹ به ریاست دادرسی ارتش رسید. او در مقام ریاست دادرسی ارتش در تعقیب و محاکمه قضایی عوامل واقعه سیاهکل نقش ویژه ای داشت و به همین خاطر مورد خشم چپگرایان به ویژه چریک‌های فدایی خلق ایران قرار گرفت و عاقبت در ۱۹ فروردین ۱۳۵۰ در حال عزیمت به محل کار خود توسط چریک های فدایی خلق با شلیک چند گلوله کشته شد.

## ترور
تیمسار فرسیو در ۱۹ فروردین ۱۳۵۰ هنگامی که به همراه پسرش در خودرو در خیابان قلهک تهران به دست سازمان چریک‌های فدایی خلق ایران مورد حمله تروریستی قرار گرفت و با شلیک گلوله کشته و پسر ۱۶ ساله اش مجروح گردید. سه روز قبل از وقوع این ترور در همین محل به یک کلانتری حمله شده و اسلحه نگهبان آن به غنیمت گرفته شده بود. گفته می شود  فرسیو توسط همان سلاح کشته شد.